# Halbkugelanalysator

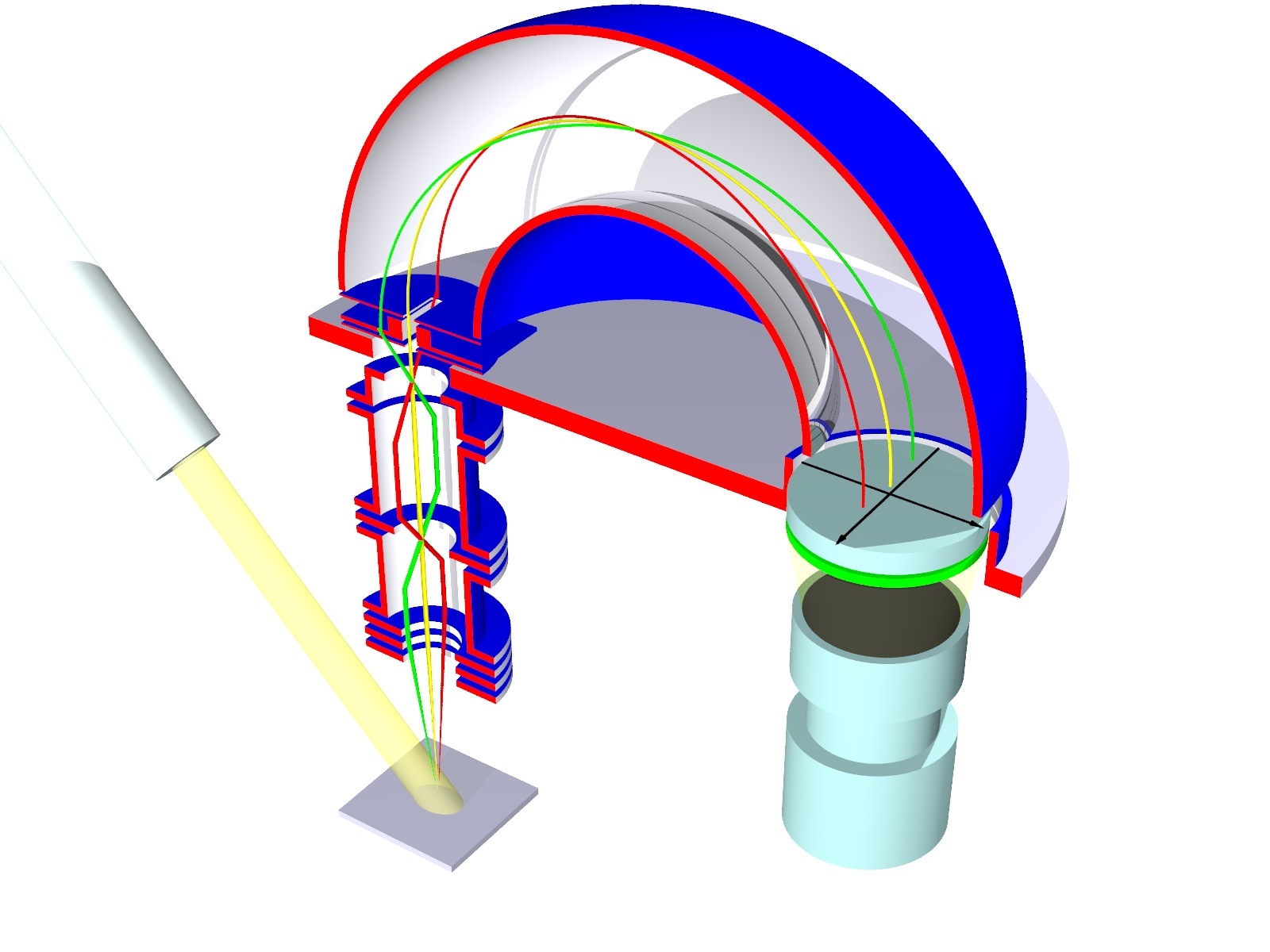
Energieaufgelöste Detektion von Elektronen für Photoelektronenspektroskopie

Ein Halbkugelanalysator ist ein Detektor zur hochaufgelösten Messung von Teilchenenergien, vor allem von Elektronen bei der Photoelektronenspektroskopie oder Augerelektronenspektroskopie. Ein idealer Halbkugelanalysator besteht aus zwei konzentrischen Elektroden, zwischen denen eine elektrische Spannung anliegt. Je nach angelegter Spannung können nur Teilchen mit einer bestimmten Energie den Detektor passieren.

## Funktionsweise
Wenn die Potentiale {\displaystyle V_{1}} bzw. {\displaystyle V_{2}} an die innere bzw. äußere Halbkugel angelegt werden, ist das elektrische Potential bzw. die elektrische Feldstärke {\displaystyle E} in dem Raum zwischen den Elektroden durch die Laplacegleichung festgelegt:
{\displaystyle V(r)=-\left[{\frac {(V_{2}-V_{1})}{(R_{2}-R_{1})}}\right]\cdot {\frac {(R_{1}R_{2})}{r}}+{\text{konst.}}}
{\displaystyle |E(r)|=-\left[{\frac {(V_{2}-V_{1})}{(R_{2}-R_{1})}}\right]\cdot {\frac {(R_{1}R_{2})}{r^{2}}}}
dabei sind {\displaystyle R_{1}} und {\displaystyle R_{2}} die Radien der Halbkugeln. Aus der Bedingung, dass die Elektronen (bzw. die negativ geladenen Ionen) mit der kinetischen Energie {\displaystyle E_{0}} einer kreisförmigen Bahn mit einem Radius {\displaystyle R_{0}={\frac {(R_{1}+R_{2})}{2}}} folgen, ergibt sich, dass die Kraftwirkung durch das elektrische Feld gleich der Zentripetalkraft ({\displaystyle F_{Z}}) ist.
Daraus ergibt sich die Bedingung an die Potentiale:
{\displaystyle V(r)=\left({\frac {V_{0}R_{0}}{r}}\right)+{\text{konst.}}},
mit der Energie der Elektronen {\displaystyle V_{0}={\frac {E_{0}}{e}}} in eV.
Aus dieser Gleichung erhält man die Potentialdifferenz zwischen den beiden Halbkugeln:
{\displaystyle V_{2}-V_{1}=V_{0}\left({\frac {R_{2}}{R_{1}}}-{\frac {R_{1}}{R_{2}}}\right)}.
Diese Gleichung bestimmt das Potential, das an die Elektroden angelegt werden muss, so dass Elektronen mit der Energie {\displaystyle E_{0}=|e|V_{0}} den Detektor durchqueren können. Diese Energie wird als Passenergie (engl. pass energy) bezeichnet.
Die Energieauflösung des Detektor hängt von geometrischen Parametern des Analysators und der Winkelverteilung der eintreffenden Elektronen ab.
{\displaystyle \Delta E=E_{0}\left({\frac {w}{2R_{0}}}+{\frac {\alpha ^{2}}{4}}\right)},
mit der Blendengröße {\displaystyle w} und dem Auftreffwinkel {\displaystyle \alpha } der Elektronen.
Während eine niedrige Passenergie {\displaystyle E_{0}} die Energieauflösung verbessert reduziert sie die Zahl der Elektronen, die den Detektor passieren, so dass das Signal-Rausch-Verhältnis sich verschlechtert und längere Messzeiten nötig sind. Die Zahl der durchgelassenen Elektronen ist näherungsweise proportional zur Passenergie. Ein Nachteil des Detektor ist, dass die Wahrscheinlichkeit, dass ein Elektron den Detektor durchquert von der ursprünglichen Energie des Elektrons abhängt. Um die Intensität von weit auseinander liegenden Signalen zu vergleichen, muss der Detektor kalibriert werden.
Vor dem Analysator befinden sich elektrostatische Linsen mit zwei Hauptfunktionen: Sie sammeln und fokussieren die anfliegenden Elektronen auf die Eingangsblende des Analysator und sie bremsen die Elektronen ab, so dass niedrigere Passenergien {\displaystyle E_{0}} mit besserer Auflösung verwendet werden können.
Um das Energiespektrum der auftreffenden Elektronen zu bestimmen, wird normalerweise die Passenergie (also {\displaystyle V_{1}} und {\displaystyle V_{2}}) auf einem konstanten Wert gehalten und die Bremsspannung der elektrostatischen Linsen variiert, dies führt zu einer konstanten Auflösung im gesamten Energiebereich.